# Осыка, Демьян Васильевич
Демьян Васильевич Осыка (1 ноября 1915, Иловайская, — 21 августа 1988, Керчь) — советский лётчик штурмовой авиации ВВС Военно-морского флота в годы Великой Отечественной войны, Герой Советского Союза (22.07.1944). Полковник (23.07.1952).

## Биография
Родился 1 ноября 1915 года на станции Иловайская, ныне город Иловайск Донецкой области (Украина), в семье рабочего. Украинец. Окончил школу ФЗУ. С 1932 года работал машинистом паровоза на станции «Иловайская».
В Рабоче-крестьянском Красном Флоте с августа 1936 года. В 1938 году окончил Военно-морское авиационное училище имени И. В. Сталина в Ейске. Направлен на службу в 13-й истребительный авиационный полк ВВС Балтийского флота, затем переведён в 11-ю отдельную авиационную эскадрилью. Член ВКП(б) с 1939 года.
Участвовал в советско-финской войне 1939-1940 годов, за отличия в боях награждён орденом Красного Знамени. С июля 1941 года — командир звена 1-го запасного авиационного полка ВМФ, который дислоцировался в районе Саранска (Мордовская АССР). Полтора года учил воевать молодых лётчиков, за это время и сам приобрёл большой лётный опыт.
В боях Великой Отечественной войны с января 1943 года, когда после многочисленных рапортов об отправке на фронт его зачислили в 46-й штурмовой авиационный полк ВВС Северного флота. В нём прошёл весь свой боевой путь, сначала будучи заместителем командира эскадрильи, с июня 1943 — командиром эскадрильи, с апреля 1944 — помощником командира полка по лётной подготовке и воздушному бою. Летал ведущим групп на разгром немецких конвоев в Баренцевом море.
К июлю 1944 года выполнил 11 боевых вылетов, потопил 2 транспорта, 1 танкер, 1 сторожевой катер. В воздушных боях его экипаж сбил 3 немецких самолёта.
За образцовое выполнение боевых заданий Командования на фронте борьбы с немецкими захватчиками и проявленные при этом отвагу и геройство, Указом Президиума Верховного Совета СССР от 22 июля 1944 года капитану Осыка Демьяну Васильевичу присвоено звание Героя Советского Союза с вручением ордена Ленина и медали «Золотая Звезда».
Отличился и в ходе Петсамо-Киркенесской наступательной операции, поддерживая авиаударами высадку морских десантов. 21 октября лидировал группу штурмовиков при массированном налёте на порт Киркенес, в ходе которого было взорвано три склада боеприпасов, потоплено 3 корабля и создано 20 очагов сильных пожаров в порту. После завершения этой операции боевые действия в Заполярье практически прекратились. В феврале 1945 года Д. Осыка был направлен на учёбу.
После войны продолжил службу в ВВС ВМФ СССР. В июле 1945 года окончил Высшие офицерские курсы ВВС ВМС в Моздоке. В июле 1945 — декабре 1947 года служил помощником командира 35-го штурмового авиаполка ВВС Балтийского флота. В 1948 году окончил Высшие офицерские курсы авиации ВМС. С декабря 1948 года был командиром 8-ro авиационного полка ВВС ВМФ. В 1951 году назначен заместителем командира авиационной дивизии. В 1954 году окончил Военно-морскую академию имени К. Е. Ворошилова, в том же году назначен командиром базового района ВВС Черноморского флота. С августа 1956 года — заместитель начальника штаба 127-й истребительной авиационной дивизии ВВС Черноморского флота. С февраля 1958 года полковник Д. В. Осыка — в запасе.
Поселился в Керчи. С 1960 года работал начальником мастерских Керченской группы Управления аварийно-спасательных подводно-технических работ (АСПТР) Черноморского морского пароходства Минморфлота СССР, инспектором порта Керченского производственного объединения рыбной промышленности «Керчьрыбпром». В 1987 году вышел на пенсию. Д. В. Осыка избирался депутатом Керченского городского совета депутатов двух созывов.
Трагически погиб 21 августа 1988 года. Похоронен на городском кладбище Керчи.

## Награды
- Медаль «Золотая Звезда» Героя Советского Союза № 4030 (22 июля 1944),
- орден Ленина (22.07.1944),
- четыре ордена Красного Знамени (21.04.1940, 29.10.1943, 5.04.1944, 30.12.1956),
- орден Ушакова II степени (10.04.1944),
- орден Отечественной войны I степени (11.05.1985),
- орден Красной Звезды (27.12.1951),
- медаль «За боевые заслуги» (5.11.1946),
- медаль «За оборону Советского Заполярья»,

Могила Осыки на городском кладбище Керчи.

- другие медали СССР[4].

## Память
- Бюст Д. В. Осыка в числе 53-х лётчиков-североморцев, удостоенных звания Героя Советского Союза, установлен в посёлке Сафоново на Аллее Героев около музея ВВС СФ.
- Мемориальная доска была установлена на здании локомотивного депо станции Иловайск (утрачена при разрушении здания депо в ходе боевых действий вооружённого конфликта на востоке Украины[5].